# L'Introuvable rentre chez lui
Série The Thin Man
L'Ombre de l'Introuvable (1941) Meurtre en musique (1947)
Pour plus de détails, voir Fiche technique et Distribution.
L'Introuvable rentre chez lui (The Thin Man Goes Home) est un film américain en noir et blanc réalisé par Richard Thorpe, sorti en 1944.
Il s’agit du cinquième des six volets de la série de films Thin Man mettant en scène les personnages de Nick et Nora, mari et femme jouant les détectives amateurs, incarnés par William Powell et Myrna Loy depuis 1934.

## Synopsis
Nick Charles et sa femme, deux détectives amateurs, retournent dans la petite ville de Sycamore Springs, là où Nick est né. Nick tient à revoir ses parents. Son père, le médecin du village, n'a jamais accepté le mode de vie de son fils. Nick n'est là que pour se reposer, mais, un soir, un cadavre est trouvé devant sa porte. Il s'agit du corps d'un jeune paysagiste. Nick est obligé de prendre l'enquête en main.

## Fiche technique
- Titre original : The Thin Man Goes Home
- Titre français : L'Introuvable rentre chez lui
- Réalisation : Richard Thorpe
- Scénario : Robert Riskin et Dwight Taylor, d'après les personnages du roman de Dashiell Hammett et une histoire de Robert Riskin et Harry Kurnitz
- Direction artistique : Cedric Gibbons et Edward Carfagno
- Décors : Edwin B. Willis
- Costumes : Irene et Marion Herwood Keyes
- Photographie : Karl Freund et Joseph Ruttenberg
- Son : Douglas Shearer
- Musique : David Snell
- Montage : Ralph E. Winters
- Production : Everett Riskin (de)
- Société de production : Metro-Goldwyn-Mayer
- Société de distribution : Loew's Inc.
- Pays de production : États-Unis
- Langue originale : anglais
- Format : noir et blanc — 35 mm — 1,37:1 — son : Mono (Western Electric Sound System)
- Genre : Comédie policière
- Durée : 100 min
- Dates de sortie : 
  - États-Unis : 21 novembre 1944 (première à New York)
  - France : 21 avril 1948

## Distribution
- William Powell : Nick Charles
- Myrna Loy : Nora Charles
- Lucile Watson : Mme Charles

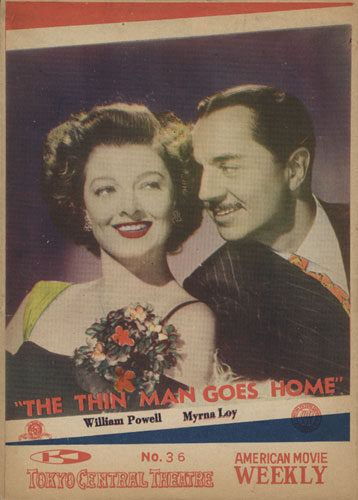
Myrna Loy et William Powell

- Gloria DeHaven : Laurabelle « Laura » Ronson
- Anne Revere : « Crazy » Mary
- Helen Vinson : Helena Draque
- Harry Davenport : Dr Bertram Charles
- Leon Ames : Edgar Draque
- Donald Meek : Willie Crump
- Edward Brophy : Brogan
- Lloyd Corrigan : Dr Bruce Clayworth
- Anita Sharp-Bolster : Hilda
- Ralph G. Brooks : Peter Berton
- Nora Cecil : Mlle Peavy

Acteurs non crédités
- Jean Acker : Tart
- Oliver Blake : le journaliste
- Joseph Crehan : Clancy
- Tom Dugan : Studs Lonnegan
- Edward Gargan : Mickey Finnegan
- Robert Homans : l'employé du train
- Paul Langton : Tom Clayworth
- Etta McDaniel : la servante des Ronson
- Catherine McLeod : la fille à Montage

et
- Skippy : Asta le chien

## Galerie

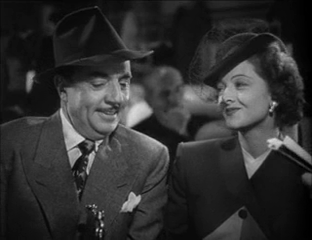
William Powell et Myrna Loy
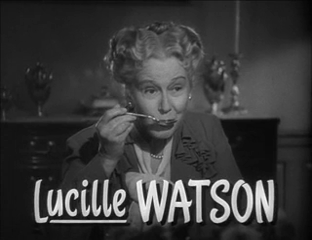
Lucile Watson
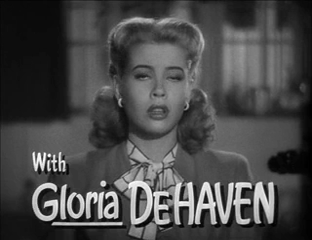
Gloria DeHaven
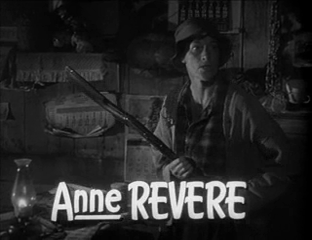
Anne Revere
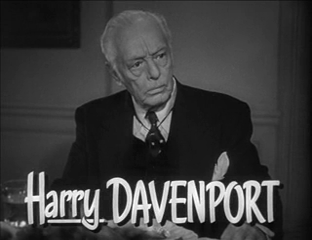
Harry Davenport
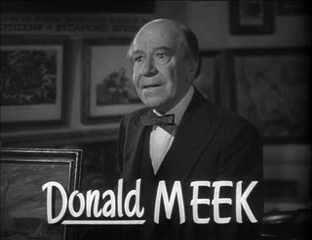
Donald Meek
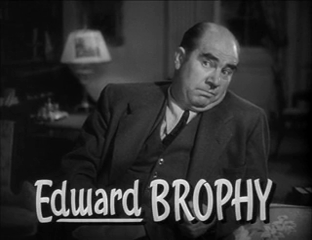
Edward Brophy
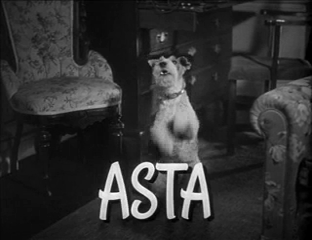
Asta

## Autour du film
- Tournage du 8 mai au 14 juillet 1944. Scènes additionnelles août et septembre de la même année[1].
- Cinquième volet de la série des Thin Man. Spencer Tracy qui profita d'une visite dans les coulisses pour reprendre discrètement sa liaison amoureuse avec Myrna Loy, déclara avoir espéré faire une série de films avec elle dans la catégorie des "Thin man". De retour après trois ans d'interruption, Myrna Loy, tout en renouant définitivement avec son amant, mesura sa popularité auprès de l'équipe technique qui manifesta sa joie de la revoir sur un plateau de tournage[2],[3],[4],[5],[6].
- Initialement, le tournage du film était prévu pour l'année 1942 mais avait été annulé en raison du désistement de Myrna Loy. Après son deuxième mariage avec John Hertz Jr, l'actrice avait mis sa carrière entre parenthèses pour s'impliquer aux côtés de la Croix-Rouge et apporter sa contribution à l'effort de guerre. Irene Dunne était alors prévue pour la remplacer dans le rôle de Nora Charles[7].
- La guerre n'étant pas terminée, le rationnement d'alcool étant toujours en vigueur, la MGM limita les scènes de beuverie qui étaient présentes lors des précédents films de la série des Thin Man[8].
- Le dernier film de l'actrice Helen Vinson [9].
- W. S. Van Dyke qui avait assuré la réalisation des quatre premiers volets de la série des Thin Man, ne prit pas part à ce nouvel opus. En effet, le cinéaste mit fin à ses jours en 1943 après avoir appris qu'il était atteint d'un cancer. La production confia la mise en scène à Richard Thorpe.
- Certains dialogues du film figurent dans la chanson Myrna Loy, interprétée par le groupe de rock Steel Pole Bath Tub, à l'occasion de la sortie de leur album Tulip (1991)[10].